# Estación de Olten Hammer
La estación de Olten Hammer es una estación ferroviaria de la comuna suiza de Olten, en el Cantón de Soleura.

## Historia y situación
La estación de Olten Hammer fue inaugurada en el año 1876 con la puesta en servicio del tramo Olten - Soleura de la línea Olten - Lausana, también conocida como la línea del pie del Jura.
Se encuentra ubicada en la zona oeste del núcleo urbano de Olten. Cuenta con un andén central al que acceden dos vías pasantes, a las que hay que sumar otra vía pasante, además de una playa de vías para el apartado y estacionamiento de material y varias vías toperas. En el sureste de la estación existe una derivación para dar servicio a una industria.
En términos ferroviarios, la estación se sitúa en la línea Olten - Lausana, que prosigue hacia Ginebra y la frontera francosuiza, conocida como la línea del pie del Jura. Sus dependencias ferroviarias colaterales son la estación de Olten, inicio de la línea y la estación de Wangen bei Olten en dirección Lausana.

## Servicios ferroviarios
Los servicios ferroviarios de esta estación están prestados por SBB-CFF-FFS:

### Regional
- R Biel/Bienne - Soleura - Olten. Cuenta con trenes cada hora en ambos sentidos.
- R Olten - Soleura - Langendorf (- Oberdorf). Servicios cada hora entre Olten y Langendorf, siendo algunos trenes prolongados hasta Oberdorf.